# 增毛車站
增毛站（日语：／ Mashike eki */?）是位於北海道增毛郡增毛町弁天町，隸屬於北海道旅客鐵道（JR北海道）留萌本線，已廢除的鐵路車站。電報略號為マケ。

## 歷史
1905年，日本因為日俄戰爭與俄羅斯簽訂朴次茅斯和约而得到庫頁島（日本稱為樺太島）北緯50度以南的土地。為了趕及在俄羅斯完成西伯利亞鐵路前，將庫頁島與北海道之間的航運及鐵路等運輸路線連接起來，日本於1890年代已有興建宗谷本線的計劃以連接稚內與庫頁島。但是由於鐵路興建上的困難（直到1922年才連接稚內），因此決定加快興建留萌本線以連接留萌與庫頁島之間的運輸路線。但是興建留萌港卻比想像中困難，包括當地的波浪及土木等問題令開港時間比預計中長（留萌港開港時間為1929年），因此日本政府決定將留萌本線延長至增毛以協助留萌的運輸。
鐵路開通前，留萌與增毛主要依靠馬車進行運輸工作。
- 1921年（大正10年）11月5日 - 作為鐵道省車站開始營運。
- 1949年（昭和24年）6月1日 - 由日本國有鐵道接管。
- 1978年（昭和53年）10月2日 - 停止貨物裝卸業務。
- 1984年（昭和59年）2月1日 - 停止行李處理業務，同時車站成為簡易委託站。
- 1987年（昭和62年）4月1日 - 隨著國鐵分割民營化，車站由JR北海道管理。
- 1990年代 - 車站無人化。
- 2015年（平成27年）7月27日 - JR北海道開始與留萌市及增毛町商討廢除本車站至留萌車站此路段的營運。
- 2016年（平成28年）12月5日 - 隨著本車站至留萌車站路段廢線，本車站亦廢站[1][2]。在未來10年，JR北海道會提供資金讓沒有巴士行駛的早上及晚上，安排計程車行駛。此外，車站建築物亦會免費轉讓至增毛町，並提供部份資金維修車站周圍[3]。

## 車站構造
廢站時為1面1線的地面車站，是由留萌站管理的無人車站。
車站曾設有貨物用路軌及轉車盤，為當時的車站職員縮短處理乘客及貨物服務的時間。
沒有設置留置線，列車只能直接變更終點顯示後回頭。廢站時列車大約在站內停留8至10分鐘。

## 載客量
2013年的每天平均載客量為0人。而按照「JR北海道留萌線之現況」，2014年的平日平均載客量為11人，上下車乘客為23人。

## 車站周邊
- 國道231號（日语：国道231号）
- 增毛町役場
- 留萌警察署增毛駐在所
- 增毛郵局
- 留萌信用金庫增毛分店
- 北洋銀行增毛分店
- 南留萌農業協同組合增毛分店
- 增毛漁業協同組合
- 增毛漁港
- 沿岸巴士「增毛站」車站
- 沿岸巴士「增毛終點站」車站

## 其他
- 20世紀中期，增毛曾經因為捕鯡事業而吸引不少漁業相關人員。
- 1981年上映的「駅 STATION」就是以增毛町為電影中心。還有不少電影都是取材自增毛町，如「魚影之群」、「新網走番外地 最後的流浪者」、「BOOTLEG FILM」等。
- 2012年4月28日，新店「孝子屋美食食品」開始營業，現在仍然營業中。主要售賣海產為主的特產及炸魷魚雞塊等小食。此外，舊服務室曾有一間蕎麥麵店，但已於2016年停業。
- 2016年6月，車站的車費表及車站牌曾被人盜取。
- 廢站的前一天（2016年12月4日），niconico製作現場直播的特備節目，並訪問了不少觀看最後一班列車駛出的人士。

## 相鄰車站
北海道旅客鐵道
留萌本線
箸別－增毛

## 外部連結
- 增毛站（JR北海道旭川分社）
- 互聯網檔案館存檔
- 增毛站營運初期（函館市中央圖書館） （页面存档备份，存于）